# Goede Vrijdag
Goede Vrijdag is de vrijdag voor Pasen. Op deze dag herdenken christenen de kruisiging en dood van Jezus. Jezus werd volgens de Bijbel veroordeeld tot de kruisdood door de Romeinse stadhouder Pontius Pilatus, op aandrang van het sanhedrin. Deze straf werd voltrokken op de heuvel Golgotha nabij de stad Jeruzalem. Goede Vrijdag volgt op Witte Donderdag en gaat vooraf aan Stille Zaterdag. Daarop volgt Pasen.

## Herkomst van de term
Alleen in het Engels en Nederlands heet deze dag "Good Friday" / "Goede Vrijdag". In het Duits heet Goede Vrijdag Karfreitag (uit het Oudhoogduits, met als betekenis: "kommervolle, treurige vrijdag"). In Romaanse talen worden termen gebruikt die een heilige vrijdag betekenen (Frans: vendredi saint, Spaans: Viernes Santo, Italiaans: venerdi santo). In het Portugees wordt Sexta-feira Santa ook wel door "Boa" (goed) voorafgegaan.
De etymologie van Goede Vrijdag wordt meestal verklaard in relatie tot de Latijnse term waarmee de dag, voorafgaande aan de Joodse sjabbat, werd aangeduid: parasceve. Deze werd in de Glossarium Bernense (een tweetalige Latijns-Limburgse woordenlijst uit 1240) vertaald met gut fridag. Andere vertalingen uit die periode spreken over ghode vrindaghe, dgoets vridaeghs en goeden vriendaghe. In het Engels wordt de term guodefriday voor het eerst gebruikt in 1290.
Nederlandse christelijke schrijvers hanteren vaak het standpunt dat de vrijdag voor Pasen "goed" wordt genoemd, omdat de kruisdood van Jezus het noodzakelijke zoenoffer was dat verlossing van de zonde mogelijk maakte. Goede Vrijdag is dus een dag die "goed" is voor (het zielenheil van) de gelovigen.
Soms wordt gedacht aan een herkomst van "Gods vrijdag", maar hiervoor zijn geen (etymologische) argumenten.

## Verhaal
In de vier canonieke Evangeliën staat het verhaal waarop Goede Vrijdag betrekking heeft:
- Matteüs 27:1-61
- Marcus 15:1-47
- Lucas 22:66-23:56
- Johannes 18:28-19:42

De verhalen verschillen onderling, maar komen in hoofdlijnen op het volgende neer:
Jezus wordt, nadat hij samen met zijn leerlingen zijn laatste avondmaal vierde, gevangen genomen in de Hof van Olijven. Daarna komen heel vroeg in de morgen de hogepriesters, oudsten en het hele sanhedrin bij elkaar. Besloten wordt om Jezus ter dood te brengen. Hij wordt geboeid naar Pilatus gebracht, de stadhouder van Judea onder het gezag van het Romeinse Rijk ten tijde van keizer Tiberius. Pilatus bedenkt dat Jezus oorspronkelijk uit Galilea komt en daardoor onder het recht van Herodes Antipas valt. Deze blijkt in de stad te zijn, waarop Jezus naar Herodes gestuurd wordt.
Herodes drijft de spot met Jezus; hij geeft hem een mantel en stuurt hem als een "nepkoning" terug naar Pilatus. Deze probeert Jezus vrij te laten, door het volk te laten kiezen tussen de moordenaar Barabbas en Jezus. Het volk roept liever de moordenaar vrij te laten, waarop Pilatus Jezus laat geselen. Romeinse soldaten nemen hem mee naar de binnenplaats van het gerechtsgebouw, zetten een doornenkroon op zijn hoofd en doen hem een purperen mantel om. Ze lachen hem uit en slaan hem op zijn hoofd. Pilatus laat hierop Jezus aan het volk zien en zegt: "Hier is hij, de mens" (Ecce Homo) (Johannes 19:6). Tot tweemaal toe zegt Pilatus geen schuld in hem gevonden te hebben, het volk roept echter: "Kruisig hem!" Uiteindelijk geeft Pilatus toe aan de wens van het volk en 'wast zijn handen in onschuld'.
Jezus draagt zijn kruis en wordt daarbij geholpen door Simon van Cyrene. Johannes zegt expliciet dat Jezus zijn kruis zelf droeg (Johannes 19:17). Rond negen uur 's ochtends (Marcus 15:25) wordt Jezus gekruisigd, tussen twee misdadigers. Drie uur later wordt het in het hele land donker, tot drie uur 's middags (Matteüs 27:45). Dan sterft Jezus. De aarde schudt, het voorhangsel in de tempel scheurt van boven naar beneden. "De graven werden geopend en de lichamen van veel gestorven heiligen werden tot leven gewekt; na Jezus’ opstanding kwamen ze uit de graven, gingen de heilige stad binnen en verschenen aan een groot aantal mensen" (Matteüs 27:52-53).
Tegen de avond gaat Jozef van Arimatea naar Pilatus en vraagt toestemming om Jezus te begraven. Hij wordt van het kruis afgenomen en in een graf gelegd, dicht bij Golgotha. De evangeliën verschillen onderling in de beschrijving wie daarbij aanwezig waren.

## Betekenis
De betekenis van de dood van Jezus ligt in het offer dat Jezus volgens de evangeliën heeft gebracht (Marcus 10:45). Zijn dood wordt in het Nieuwe Testament gezien als een offer (Hebreeën 10:4-10). De offers in het Oude Testament moeten gezien worden als een voorafschaduwing van of vooruitzien naar de dood van Jezus. De geofferde dieren (vooral de lammeren) wezen er al op dat voor betaling van de schuld bloed nodig is. Johannes de Doper heeft Jezus aangewezen als het Lam van God (Johannes 1:29). Door zijn dood heeft Jezus de schuld van de zonde betaald (Hebreeën 9:11,12). Daardoor heeft Jezus ook Satan overwonnen. Christenen herdenken daarom op Goede Vrijdag de verlossing van de zonde en de overwinning op de duivel.

## Katholieke traditie

### Kruisweg
Binnen de Katholieke Kerk vindt op veel plaatsen op Goede Vrijdag om drie uur 's middags de kruisweg plaats, waarbij de lijdensweg van Christus vanaf het gerechtsgebouw (het paleis van de Romeinse procurator Pontius Pilatus) tot op de heuvel Golgotha, plaats van zijn terechtstelling, wordt herdacht. Daarbij wordt bij veertien staties telkens stilgestaan:
I Jezus wordt ter dood veroordeeld.

II Jezus neemt het kruis op Zijn schouders.

III Jezus valt voor de eerste maal onder het kruis.

IV Jezus ontmoet Zijn Heilige Moeder.

V Simon van Cyrene helpt Jezus het kruis te dragen.

VI Veronica droogt het aangezicht van Jezus af.

VII Jezus valt voor de tweede maal.

VIII Jezus troost de wenende vrouwen.

IX Jezus valt voor de derde maal.

X Jezus wordt van Zijn klederen beroofd.

XI Jezus wordt aan het kruis genageld.

XII Jezus sterft aan het kruis.

XIII Jezus wordt van het kruis afgenomen.

XIV Jezus wordt in het graf gelegd.

### Kruishulde
's Avonds is er een viering met kruisverering. In kerkgebouwen is de godslamp gedoofd omdat het Lichaam van Christus in het tabernakel afwezig is. Het altaar is op deze dag volledig kaal: het kruis, de kandelaren en het altaardwaal zijn verwijderd. De liturgische kleur is rood, een verwijzing naar het lijden en het vergoten bloed van Christus. In het eerste deel van de dienst wordt, net zoals op Palmzondag, het lijdensverhaal van Christus voorgelezen. Daarna wordt er gebeden voor de Kerk, de paus, alle ambtsdragers van de Kerk en gelovigen, de doopleerlingen, de eenheid van de Kerk, het joodse volk, de niet-christenen, de atheïsten, de gezagdragers van het land en alle noodlijdenden. Daarna volgt de kruishulde, waarbij het kruis in  processie door de kerk wordt gedragen, het kruishout ontbloot en ten slotte vereerd wordt door de gelovigen. Het is in veel kerken gebruikelijk om op Goede Vrijdag tijdens de kruishulde de Improperia uit te voeren. Na de kruishulde volgt een communiedienst. Daarbij worden hosties gebruikt die tijdens de avondmis van Witte Donderdag speciaal voor de communie op Goede Vrijdag zijn geconsacreerd. Goede Vrijdag en Stille Zaterdag zijn immers de enige twee dagen van het jaar waarop er geen mis wordt gevierd. Het altaar is tijdens de communieviering bedekt met dwaal en corporale.

### Vastendag
Goede Vrijdag is, net zoals Aswoensdag, een verplichte vastendag voor katholieken. Dit houdt in dat alle gedoopten tussen 18 en 60 jaar gehouden zijn op die dagen slechts één volledige maaltijd te nemen en geen vlees te nuttigen. Wie kan wordt uitgenodigd om ook op andere dagen, zoals Stille Zaterdag en de vrijdagen van de veertigdagentijd, te vasten. Goede Vrijdag is, net zoals alle andere vrijdagen van het jaar, ook een dag van onthouding. Katholieken die het vasten verzuimen op bovengenoemde dagen begaan een doodzonde.

## Orthodoxe traditie
De Goede Vrijdagdienst in de Orthodoxe Kerk en oosters-katholieke kerken begint op donderdagavond met de ochtenddienst (Grieks: Orthros, Slavisch: Utrenja). Deze dienst – in de volksmond vaak eenvoudigweg "Twaalf Evangeliën Dienst" genoemd – bestaat uit twaalf Evangelielezingen. De officiële benaming is "Akolouthia van het Heilig Lijden". In deze dienst worden de Passieteksten uit de vier Evangeliën gezongen en vijftien antifonen en kathismen. De dienst heeft een bijzonder dramatisch hoogtepunt met het gezang van de vijftiende antifoon. Dan wordt een kruis door de noordelijke deur van de iconostase naar het midden van de kerk gedragen en daar neergezet. Daarna vereert eerst de geestelijkheid en dan de gemeenschap het kruis. De tekst van de eerste strofe van de vijftiende antifoon is als volgt:
"Heden hangt aan het Hout, hij die de aarde gehangen heeft boven de wateren; (3×)

De Koning der Engelen draagt een kroon van doornen,

Hij die de hemel met wolken bekleedt, wordt in spottend purper gehuld.

Hij die in de Jordaan Adam weer heeft vrijgemaakt, wordt in het gelaat geslagen.

De Bruidegom der Kerk wordt met spijkers vastgenageld;

de Zoon der Maagd wordt met een lans doorboord.

Wij aanbidden Uw lijden, o Christus (2×)

Toon ons nu ook de heerlijkheid van Uw Verrijzenis."
De volgende dienst, die op vrijdagmorgen gevierd wordt, zijn de "Koninklijke Uren". Tijdens de aansluitende vesperdienst volgt de uitdraging van de Grieks: Epitafios, Slavisch: Plasjenitsa. Dit is een doek met een iconografische geborduurde of geschilderde afbeelding van de graflegging van Christus. Deze blijft in de kerk liggen tot Pasen, als plaats, waar de gelovigen de in het graf liggende Christus vereren.
Op de avond van Goede Vrijdag vindt de processie met de Epitafios (Plasjenitsa) plaats.
Als bijzonder teken van de stilte in het aangezicht van de dood wordt op Goede Vrijdag geen Goddelijke Liturgie gevierd. De uitzondering hierop is als Goede Vrijdag op 25 maart samenvalt met de Verkondiging aan de Moeder Gods. Voor deze gelegenheid is er een speciale gecombineerde liturgie van beide feesten. Anders dan de rooms-katholieke traditie kent de Orthodoxe Kerk geen verplaatsing van feestdagen.
De Goede Vrijdag is binnen de orthodoxe kerken een zeer strenge vastendag.

## Protestantse traditie
In veel protestantse kerken wordt op deze dag een kerkdienst met een zeer ingetogen karakter gehouden.

## Pesach
De eerste christenen waren bekeerde joden; daarom bleef de verbinding met de Pesachviering in stand. Pas later is er scheiding tussen de feesten gekomen en kregen het pesach en het paasfeest verschillende vieringsdata, Goede Vrijdag verhuisde mee met het christelijke paasfeest (Zie Paas- en Pinksterdatum).
De reden dat de kruisiging op de vrijdag voor het Pesach (joods paasfeest) wordt herdacht, is dat de Bijbel de gebeurtenis plaatst in de context van de voorbereidingen voor dat feest, en ook dat de kruisiging kort voor de sabbat (zaterdag, de eerste dag van het feest) plaatsvond. De indicatie wordt gegeven dat Jezus na zijn dood snel begraven moest worden, voor het donker werd en de sabbat zou beginnen. Het Pesach is echter een van de grote joodse sabbatten en kan ieder jaar op een andere dag van de week vallen. Dit zou ook een verklaring kunnen zijn voor het gegeven dat er tussen de (goede) vrijdag en de opstanding voor de zondagochtend slechts anderhalve dag zitten, in plaats van de voorspelde "drie dagen en drie nachten". Pesach zou in het jaar van Jezus' kruisiging zijn gevallen op de donderdag, drie dagen voor de opstanding op de eerste dag van de week.

## Feestdag
Goede Vrijdag is in veel landen een wettelijke feestdag. Nederland en België vormen hierop een uitzondering. In Nederland valt Goede Vrijdag niet onder de algemeen erkende feestdagen. Het tweede lid van artikel 3 van de Algemene termijnenwet stelt Goede Vrijdag wel gelijk aan een algemeen erkende feestdag. Ingevolge het derde lid kunnen dagen per ministerieel besluit gelijkgesteld worden met een algemeen erkende feestdag. De meeste beurzen zoals Euronext en ook veel banken blijven op Goede Vrijdag gesloten. Winkeliers in Nederland zijn op Goede Vrijdag tot sluiting vanaf 19.00 uur verplicht. Dit is geregeld in de Winkeltijdenwet. Gemeenten mogen echter toestemming geven om toch open te blijven.

### Duitsland
Goede Vrijdag (Duits: Karfreitag) is in Duitsland een belangrijke religieuze feestdag. Door protestanten wordt hij zelfs als de belangrijkste feestdag van het jaar beschouwd. Overal in Duitsland is Goede Vrijdag volgens de wetgeving een stiller Feiertag (stille feestdag). Dit komt voort uit het idee dat het lijden van Jezus Christus in alle rust moet worden herdacht. Alle deelstaten hebben wetgeving inzake wat wel en niet mag op Goede Vrijdag. 
In heel Duitsland geldt op Goede Vrijdag een dansverbod. Dit verbod betreft dansfeesten, discotheken en dergelijke. Het is niet verboden om in eigen woning te dansen. De voorwaarde en lengte van het dansverbod verschillen per deelstaat. 
Het filmvertoonverbod geldt voor vertoningen van films in de bioscoop op Goede Vrijdag. Sinds 1952 wordt een lijst bijgehouden met verboden films. Deze lijst telt ruim zevenhonderd films. De films op de lijst bevatten volgens de FSK een verhaallijn die 'niet-passend' is. Vertoningen op tv of online zijn wel toegestaan.
Per deelstaat gelden nog verschillende andere verboden. Zo geldt er bijvoorbeeld in Noordrijn-Westfalen van Goede Vrijdag 5 uur tot Stille Zaterdag 6 uur een verbod op sportevenementen, muziekevenementen, volksfeesten, postzegelverzamelbeurzen, markten (tot Stille Zaterdag 3 uur), speelhallen, wedden evenals in het algemeen voor alles dat in het openbaar of 'Gaststätte' plaatsvindt en voor de ontspanning dient. Daarnaast moeten er, net zoals op alle zon- en feestdagen, alle videotheken, wasserettes, en wasstraten gesloten blijven. Bovendien verbiedt de 'Feiertagsgesetz' woningverhuizingen op Goede Vrijdag. Wettelijk niet verboden zijn kunsttentoonstellingen, kunstrondleidingen, diervoorstellingen en gelijksoortige evenementen. Musea en dierentuinen mogen daarom open zijn.
Goede Vrijdag is een officiële feestdag in Duitsland; daarom zijn volgens de 'Ladenöffnungsgesetz' (Winkeltijdenwet) bijna alle winkels gesloten. Alleen nooddienst-apotheken, tankstations, restaurants, kiosken, buurtwinkels, bakkers (max. 5 uur), bloemenzaken (max. 5 uur) en winkels op treinstations en vliegvelden mogen geopend zijn.